# Fiat G.55
El Fiat G.55 Centauro fue un caza monoplaza de la Segunda Guerra Mundial usado por la Fuerza Aérea Italiana entre 1943-1945. Fue diseñado y construido en Turín por Fiat.
Resultado de la combinación de la aptitud para el diseño italiana y la experiencia en motores alemana fue, junto con el Reggiane Re.2005 y el Macchi C.205, uno de los tres cazas italianos de la llamada “Serie 5”, construidos alrededor del potente motor alemán Daimler-Benz DB 605, fabricado en Italia bajo licencia. 

## Diseño y desarrollo
Para 1939, todas las grandes fábricas italianas comenzaron a desarrollar una nueva serie de cazas con motores en línea, en oposición a los motores radiales que habían propulsado hasta ese momento a los cazas de la Regia Aeronautica. Este proceso desembocó en la primera generación de cazas equipados con la versión local del motor Daimler-Benz DB 601, llamada “Series 1/2”, cuyo miembro más representativo fue el Macchi C.202 Folgore. De todas formas el proceso no se detuvo y, alrededor de 1941, los diseñadores centraron su atención en el nuevo Daimler-Benz DB 605. El diseñador de Fiat, Giuseppe Gabrielli, mientras experimentaba con una nueva versión de su Fiat G.50, equipada con un DB 601, empezó a trabajar en un nuevo diseño propulsado por el Daimler-Benz DB 605.
El primer prototipo del G.55 voló el 30 de abril de 1942, mostrando inmediatamente 
sus buenas características de vuelo. Estaba armado con un cañón de 20 mm Mauser MG 151/20, emplazado entre 
los bloques de los cilindros del motor, con 200 cartuchos y cuatro ametralladoras Breda-SAFAT de 12,7 mm instaladas en el fuselaje, dos sobre el motor y dos en los laterales de éste, con 300 cartuchos. Esta configuración del armamento demostró ser problemática, por lo que las ametralladoras inferiores fueron luego reemplazadas por un cañón Mauser en cada ala. 
El prototipo voló hacia Guidonia Montecelio, donde se puso a prueba contra los otros cazas de la “Serie 5”, los Macchi C.205N Orione y Reggiane Re.2005 Sagittario. Las pruebas demostraron que el “Centauro” tenía el mejor desempeño y ganó el concurso lanzado por la Regia Aeronautica. El C.205N era bueno a bajas y medias alturas, pero su desempeño bajaba considerablemente sobre los 8.000 metros. El Re.2005 fue el más rápido a grandes alturas, pero sufría de debilidad estructural. El “Centauro” registro 620 km/h totalmente cargado, un poco menos de lo esperado, pero como compensación era el que mejor estabilidad y maniobrabilidad poseía a grandes alturas. Se prestó especial cuidado en combinar una célula avanzada aerodinámicamente con una estructura robusta que no presentase problemas de producción. Su configuración general incluía un tren de aterrizaje totalmente retráctil y una cabina elevada que ofrecía un excelente campo visual. 

### Producción
Con el incremento de los bombardeos aliados sobre Italia en 1943, se demostró que no existía un caza capaz de operar satisfactoriamente a grandes alturas y así lidiar con los bombarderos efectivamente. El desempeño del Macchi C.202 decrecía más allá de los 8.000 metros, altura típica de operación de los bombarderos, y su armamento, compuesto de dos ametralladoras de 12,7 mm era difícilmente el adecuado para derribar los grandes bombarderos estadounidenses. De los cazas de la “Serie 5”, el “Centauro” demostró el mejor desempeño a grandes alturas, gracias a su gran superficie alar. También su armamento pesado, sumado a su generosa capacidad de carga para municiones, todo estandarizado en la versión de producción “Serie I” era suficiente para derribar los aviones estadounidenses. 
La Regia Aeronautica encargo la producción de 1.800 unidades, más tarde aumentadas a 2.400. 34 unidades de preproducción fueron solicitadas como ejemplo: estos estaban basados en el prototipo, con cambio menores para mejorar sus características de vuelo. Tenían una distribución de armas diferente, con las dos ametralladoras ligeras ubicadas en las alas. Solo fueron construidos 19 de los 34, y otros 6 fueron modificados al estándar “Serie I” en las fábricas. 
La versión de producción, denominada “Serie I”, tenía un armamento estándar compuesto de tres cañones MG 151/20 y dos ametralladoras Breda-SAFAT, más dos soportes bajo las alas para cargar dos bombas de 160 kg o dos tanques descartables de 100 litros de combustible. Para el 8 de septiembre de 1943, día del armisticio, solo 35 unidades de todas las series habían sido entregadas, incluyendo los tres prototipos. De estos solo uno voló al sur para unirse a la Aviazione Cobelligerante Italiana (un segundo ejemplar cayó en manos de los Aliados cuando un piloto desertó con un prisionero de guerra de la RAF en su regazo).
Los ejemplares subsiguientes fueron a parar a manos de la Aeronáutica Nazionale Repubblicana (A.N.R.), fuerza aérea de la fascista República Social Italiana que luchó junto a los alemanes entre 1943-45.
La fábrica de FIAT en Turín, continuo con la producción bajo el control alemán, hasta que fue bombardeada el 25 de abril de 1944, siendo destruidos durante el mismo 15 G.55 y siendo descontinuada la producción. Las bombas ralentizaron la producción hasta que esta fue cancelada por las autoridades alemanas en septiembre de 1944. Un total de 146 Centauros fueron entregados a la ANR y cuando la fábrica fue capturada, estaban listas otras 37 unidades y otras 73 estaban en la línea de producción.

## Historia operacional
Luego de las pruebas iniciales, el G.55 prototipo fue enviado a la 353ª Squadriglia del XX Gruppo (escuadrón), 51.ª Stormo para pruebas operacionales. En mayo la Squadriglia fue transferida a Cerdeña, como una unidad de defensa local, teniendo el G.55 su bautismo de fuego el 5 de junio de 1943, junto con los Macchi C.202 Folgore y Macchi C.205 Veltro. El mismo mes 12 aparatos fueron entregados al IV Gruppo complementare, como escuadrón de reserva asignado como apoyo, con aviones y personal de la 51.ª, 52.ª y 53.º Stormi y el CLXI Gruppo autónomo. Pronto esos cazas fueron enviados a la 353ª Squadriglia reasignada al “Aeropuerto Giovanni Battista Pastine” cercano a Roma para ayudar con la defensa de la capital. 
Entre julio y agosto, la Squadriglia voló muchas misiones sobre Roma, uniéndose a los cazas remanentes del XX Gruppo, que fue equipado con el Centauro. En agosto el primer G.55/I (Serie I) fue entregado por Fiat a la 372ª Squadriglia. En septiembre, a la fecha del armisticio, todos los G.55 existentes fueron capturados por los alemanes y volados hacia el norte de Italia por sus tripulaciones. 
El Centauro entró en servicio con la Aeronáutica Nazionale Repubblicana y se decidió producir 500 aparatos; 300 serían G.55/I y 200 G.55/II (Serie II), armados con cinco cañones MG 151/20 y sin ametralladoras. Solo 148 fueron entregados a las unidades de la ANR, las cuales, mientras el número de G.55 disponibles iba decreciendo, fueron reequipadas con el Bf 109G en varias subversiones, incluso cuando los pilotos italianos preferían el Centauro, haciendo la aeroplano alemán muy impopular luego de la cancelación de la producción italiana.
La ARN tuvo dos Gruppi Caccia terrestre (escuadrón de caza), el primero equipado inicialmente con Macchi C.205, desde noviembre de 1943 hasta mayo de 1944, siendo reemplazados entonces por los G.55/I en junio, hasta que los mismos fueron cambiados por los Bf 109G en noviembre de 1944. El 2º Gruppo fue la mayor unidad equipada con los Centauro, teniendo un total de 70 unidades entre diciembre de 1943 y agosto de 1944 antes de ser reemplazado por los Messerschmitt Bf 109.
La primera unidad de la ARN en ser dotada con los G.55 fue la Squadriglia Montefusco, en noviembre del 43, operando desde Piamonte hasta el 29 de marzo de 1944, cuando fue absorbida por el 1st Gruppo y transferida a Veneto. 
El 2º Gruppo, con tres Squadriglie (4ª, Gigi Tre Osei, la 5ª, Diavoli Rossi, y la 6ª, Gamba di Ferro) operaron cerca de Milán y Varese hasta abril de 1944, cuando fueron transferidas cerca de Parma y Pavia, y luego cerca del Lago de Garda (Brescia y Verona). 

### Interés alemán

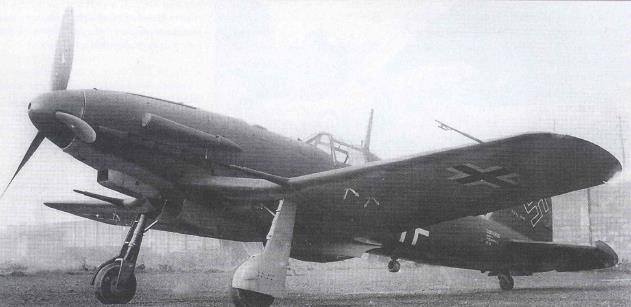
Fiat G.55 Luftwaffe

En diciembre de 1942, una comisión técnica de la Regia Aeronautica fue invitada por la Luftwaffe a las pruebas de varias aeronaves alemanas en el Rechlin-Lärz Airfield, Rechlin. Al mismo tiempo, alguno oficiales de la Luftwaffe visitaron Guidonia, donde se mostraron muy interesados en las capacidades que prometía la “Serie 5”.
El 9 de diciembre las diferentes impresiones de estos fueron expuestas y discutidas en una reunión de personal de la Luftwaffe y haciendo que el mismo Göring se interesara en el proyecto. En febrero de 1943 una comisión técnica alemana fue enviada a evaluar el nuevo caza italiano. La comisión estuvo liderada por el Oberst Petersen y formada por oficiales, pilotos y personal táctico de Alemania, entre ellos el Flugbaumeister Malz. Los alemanes llevaron con ellos varios aviones, incluyendo al Fw 190 A-5 y al Bf 109 G-4 para realizar comparaciones directas en combates simulados. 
Las pruebas comenzaron el 20 de febrero de 1943. La comisión alemana tuvo una muy buena impresión de los aparatos italianos, en especial del G.55. En general, toda la “Serie 5” tenía buen desempeño a baja altura, pero el G.55 se equiparaba a sus oponentes germanos en términos de velocidad y tasa de ascenso, además de mantener su alta maniobrabilidad en grandes alturas. La evaluación definitiva de la comisión fue de “Excelente” para el G.55, “Bueno” para el Re.2005 y de “Promedio” para el C.205. Petersen definió al Centauro como “el mejor caza del Eje” e inmediatamente telegrafió sus impresiones a Göring. Luego de escuchar las recomendaciones de Petersen, Milch y Galland, Göring llamó a una asamblea que votó a favor de la producción del G.55 en Alemania.
El interés germano derivaba no solo de los buenos resultados de las pruebas, sino de las posibilidades de desarrollos posteriores que ellos eran capaces de ver en el G.55 y en el Re.2005. Particularmente en el primero, que poseía era más grande y pesado y fue considerado un buen candidato para probar el nuevo motor DB 603, que se consideraba muy largo para el fuselaje del Bf 109. Fueron organizadas otras visitas durante marzo y mayo del 43 en Rechlin y Berlín. El G.55 fue evaluado nuevamente en Rechlin ante la presencia de Milch, Gabrielli y otros miembros del personal de FIAT que fueron invitados a visitar fábricas alemanas y discutir la evolución del aeroplano.
Las especificaciones para el G.55/II alemán incluían el motor DB 603, cinco cañones automáticos de 20 mm y una cabina presurizada. El efecto de las armas emplazadas en las alas limitó la cantidad a un cañón por ala, originando la que sería la configuración estándar en la Serie I, mientras que el DB 603 fue instalado exitosamente en lo que se convertiría en el prototipo G.56. Como resultado del interés alemán, la Luftwaffe adquirió tres fuselajes completos de la versión G.55/0, matriculados MM 91064-65-66 para evaluación y experimentación, entregando a cambio tres motores DB 603 y maquinaria original para las líneas de producción italianas del DB 605. Dos de estos Centauros permaneció en Turín, en la planta de Aeritalia, donde fueron usados por ingenieros alemanes e italianos para estudiar las modificaciones planeadas y posibles optimizaciones en el proceso de producción. Luego, fueron convertidos en “Serie I” y entregados a la ANR. El tercero fue transferido a Rechlin para pruebas y experimentos en Alemania. Los ingenios DB 603 fueron usados para construir los prototipos G.56.
El interés en este avión seguía siendo alto incluso después del armisticio italiano: en octubre de 1943, Kurt Tank, quien previamente había probado estos en Rechlin, estuvo en Turín para discutir la producción del mismo. De todas formas, la forma en la que se desarrollaron los hechos en la guerra y como la producción aún no estaba lo suficientemente optimizada fueron los motivos por los que el programa G.55 fue eventualmente abandonado por la Luftwaffe. Al principio la producción de cada Centauro requería 15.000 horas/hombre, aunque se estimó que podían reducirse a 9.000, mientras que las fábricas alemanas podían completar cada Bf 109 en solo 5.000 horas/hombre. El motor DB 603 fue usado en cambio en el Ta-152 C, diseñado por el propio Tank.

### Torpedero
Una de las más conocidas y renombrada ramas de la Regia Aeronautica fue la de los Aerosiluranti (torpederos). En los primeros años de la guerra, la mayoría de los pilotos volaba los trimotores Savoia-Marchetti S.M.79 Sparviero, con los que infligieron importantes pérdidas a los buques aliados en el Mediterráneo. 
Sin embargo, pronto fue claro que el obsoleto diseño del Sparviero no podía hacer mucho frente a los siempre más numerosos cazas aliados y las defensas antiaéreas; por eso en invierno de 1942, personal de la fuerza aérea concibió la idea de usar cazas para ataques con torpedos. Esto le daría a los pilotos y aeronaves la capacidad de disparar un torpedo hacia un buque a gran velocidad y evadir a los escoltas enemigos, o incluso enfrentarse a ellos una vez se deshicieran de los torpedos, teniendo una alcance operacional máximo de 300/400 km más allá de las costas italianas. 
Se le pidió a FIAT que realizara estudio para una nueva versión del G.55, capaz de portar un torpedo Whitehead de 608 kg, una versión más corta y menos incomoda que la estándar usada en los SM.79. De todas formas, pronto se decidió la creación del G.57, cuyas especificaciones incluían la capacidad de portar torpedos, y llevó a la suspensión del trabajo de adaptación sobre los Centauro. 
El proyecto del G.57 fue desechado, dejando a la ANR sin un reemplazo para los SM.79. Los ingenieros retomaron la tarea de adaptar al G.55 como torpedero. Un avión de producción (n.º de serie MM. 9108) fue elegido para ser transformado para transportar un torpedo Whitehead de 5,46 m de largo y un peso de 920 kg. El radiador para el líquido refrigerante del motor, colocado bajo el área de la cabina fue cortado en dos, ganando 90 cm de espacio donde dos estantes fueron montados para cargar el torpedo. El puntal del tren de aterrizaje de cola fue alargado y equipado con amortiguadores reforzados y fue añadido un cono protector delante de la rueda. Las dos ametralladoras Breda-SAFAT fueron removidas, dejando como único armamento los tres cañones de 20 mm.
Este aparato, denominado G.55 S, voló por primera vez en agosto de 1944 y fue probado con éxito en enero de 1945. A pesar de la incómoda carga externa, el rendimiento fue bueno y la maniobrabilidad aceptable. La ANR adquirió 10 unidades de preserie y solicitó la producción de 100 aeronaves, pero los eventos pusieron fin al proyecto. El prototipo sobrevivió a la guerra, y una vez finalizada fue reconvertido al estándar “Serie I”, siendo el primer G.55 en ser entregado a la recientemente formada Aeronautica Militare Italiana.

### Fiat G.56
El Fiat G.56 era, básicamente, un G.55 con el motor alemán Daimler-Benz DB 603. Dos prototipos fueron construidos, y las pruebas de vuelo empezaron en marzo de 1944. Alcanzando velocidades máximas de 685 km/h, estuvo armado con tres cañones Mauser MG 151/20 de 20 mm, uno en la nariz y los otros dos en las alas. A pesar de que el desempeño fue excelente, superando al Bf 109K y al Fw 190D en las pruebas, la producción no fue permitida por las autoridades alemanas.

### Postguerra
En 1946, Fiat recomenzó la producción del G.55, aprovechando la gran cantidad de fuselajes y partes que permanecían en las fábricas sin terminar. Estuvo disponible en dos versiones, el G.55A caza ligero/entrenador avanzado y el G.55B, biplaza de entrenamiento avanzado. Los prototipos volaron por primera vez el 5 de septiembre y el 12 de febrero de 1946 respectivamente. Estas versiones fueron principalmente para exportación, aunque también fueron utilizadas en Italia.

### G.59
La producción de Centauros para su uso en Italia y Argentina hizo que el stock de los motores DB 605 fabricados bajo licencia comenzara a disminuir. Como aún existía demanda para este avión se decidió adaptarlo para poder usar el motor Rolls-Royce Merlin, más fácil de adquirir. La primera conversión tuvo lugar a principios de 1948. El éxito de la misma motivó a la Fuerza Aérea italiana a convertir sus G.55 para que fueran propulsados por los Merlin. Estos reentraron en servicio en la Escuela de Vuelo de Lecce en 1950, como G.59-1A y G.59-1B (versiones mono y biplaza respectivamente). 
La versión final fue la llamada G.59-4A (monoplaza) y G.59-4B (biplaza), que estaban equipadas con una carlinga en forma de burbuja para mayor visibilidad. Un total de 20 monoplazas y 10 biplazas fueron entregados a Italia.

## Variantes
- G.55/0 : preproducción (16)
- G.55/1 : producción inicial (15)
- G.55 Serie I: primera versión de producción, armada con tres cañones MG 151/20 y dos ametralladoras Breda-SAFAT
- G.55 Serie II: armados con cinco cañones MG 151/20
- G.55A: caza o entrenador avanzado monoplaza, cuyo prototipo voló por primera vez el 5 de septiembre de 1946; difería del G.55 solo en detalles de instrumentación y armamento, el cual podía comprender o bien dos ametralladoras de 12,7 mm en los planos y otras dos en el fuselaje, o dos cañones alares Hispano-Suiza de 20 mm y dos ametralladoras de 12,7 mm en el fuselaje; la Aeronautica Militare incorporó en sus filas diecinueve G.55A, mientras que otros 30 fueron suministrados a Argentina
- G.55B: variante biplaza de entrenamiento avanzado cuyo prototipo voló por primera vez el 12 de febrero de 1946; diez ejemplares fueron empleados por la Aeronautica Militare y otros 15 fueron vendidos a Argentina en 1948.
- G.55M: desarrollo con motor Rolls-Royce Merlin 500/20, que dio lugar al Fiat G.59.
- G.56: desarrollo del G.55/I adaptado para incorporar el motor Daimler-Benz DB 603A más potente; fueron construidos dos prototipos en la primavera de 1944 con cambios estructurales menores.

## Operadores
Alemania
- La Luftwaffe operó algunos G.55.

 Italia
- Regia Aeronautica

 Italia

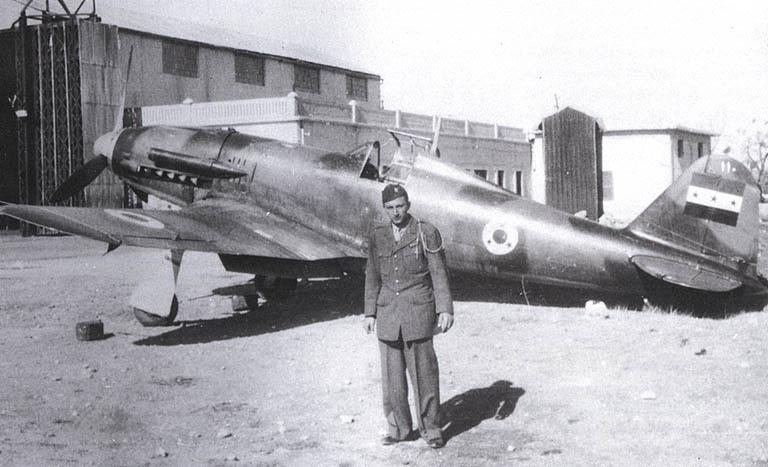
Fiat G.55 Sirio

- Aeronautica Nazionale Repubblicana

 Italia
- Aeronautica Militare

 Argentina
- Fuerza Aérea Argentina. La Fuerza Aérea Argentina adquirió 15 G.55B y 30 G.55A. Además obtuvo un ejemplar del G.59-2A para evaluación, pero no se solicitó comprar más del mismo.

 Egipto
- Real Fuerza Aérea Egipcia. Egipto adquirió los 17 Centauros nuevos o ex italianos[10]

 Siria
- Fuerza Aérea Siria. Siria se hizo con 30 G.59, siendo 26 monoplazas (G.59-2A) y el resto biplaza (G.59-2B).

## Especificaciones
Referencia datos: Datos de "Centauro - The Final Fling"

### Características generales
- Tripulación: 1 piloto
- Longitud: 9,37 m
- Envergadura: 11,85 m
- Altura: 3,13 m (sin el mástil de la antena).
- Superficie alar: 21,11 m²
- Peso vacío: 2.630 kg
- Peso cargado: 3.520 kg
- Peso máximo al despegue: 3.718 kg
- Planta motriz: 1× Fiat 1050 RC.58I (versión licenciada del Daimler-Benz DB 605 V12 enfriado por líquido A-1), o Rolls-Royce Merlin (posguerra) V12 enfriado por agua.
  - Potencia: 1.085 kW

### Rendimiento
- Velocidad máxima operativa (Vno): 623 km/h a 7000 m.
- Alcance: 1.200 km
- Alcance en ferry: 1.650 km con 2 tanques externos de 100 litros cada uno.
- Techo de vuelo: 12.750 m
- Régimen de ascenso: 5 minutos y 50 segundos a 6.000 m
- Carga alar: 154 kg/m²

### Armamento
Serie 0
- - 1 x cañón Mauser MG 151/20 de 20 mm en el morro (250 balas).
  - 4 x ametralladoras Breda-SAFAT de 12,7 mm en las alas (300 balas).

Serie I
- - 3 x cañón Mauser MG 151/20 de 20 mm (uno en el morro y dos en las alas).
  - 2 x ametralladoras Breda-SAFAT de 12,7 mm en las alas.
  - 2 x bombas de 160 kg bajo las alas.

Las versiones egipcias y sirias reemplazaron las ametralladoras por cañones bajo las alas

### Desarrollos relacionados
- Fiat G.50 Freccia

### Aeronaves similares
- Macchi C.205
- Messerschmitt Bf 109G
- North American P-51D Mustang
- Reggiane Re.2005

### Listas relacionadas
- Anexo:Cazas de la Segunda Guerra Mundial